# Bonham (groupe)
Pour les articles homonymes, voir Bonham.
Bonham est un groupe de hard rock britannique. Il est formé par le batteur Jason Bonham (fils de John Bonham, batteur de Led Zeppelin).

## Biographie
En 1990, leur premier album, The Disregard of Timekeeping, atteint le top des diffusions radio grâce au single Wait for You et Bonham est certifié disque d'or par la RIAA la même année.
En 1994, Jason Bonham se réunit avec Ian Hatton et John Smithson de son ancien groupe, cette fois avec le nouveau venu Marti Frederiksen. Cette nouvelle formation  est connue sous le nom de Motherland. Ils publient un album intitulé  Peace 4 Me. Leur album When You See the Sun (1997) est produit par Marti Frederiksen et fait participer la tante de Jason, Deborah Bonham, sur le morceau Turning Back the Time. Le groupe se sépare en 1997.
Paul Rafferty, avec Brit Sean Manning, ex-guitariste de Quiet Riot et Hurricane, sortent l'album The Exile, inspiré par Led Zeppelin en 1996 sous le nom de Sean Manning and Paul Rafferty.
Le 16 mars 2008, Daniel MacMaster meurt à l'âge de 39 ans

## Membres
- Jason Bonham – batterie, percussions, chœurs (1989–1992, 1994, 1995–1997)
- Tony Catania – guitare, chœurs (1995–1997)
- Marti Frederiksen – chant (1994)
- Ian Hatton – guitare, chœurs (1989–1992, 1994)
- Daniel MacMaster – chant (1989–1992)
- Paul Rafferty – chant (1989)
- John Smithson – basse, claviers, chœurs (1989–1992, 1994, 1995–1997)
- Chas West – chant (1995–1997)

## Discographie
- 1989 : The Disregard of Timekeeping
- 1992 : Mad Hatter